# Plavky

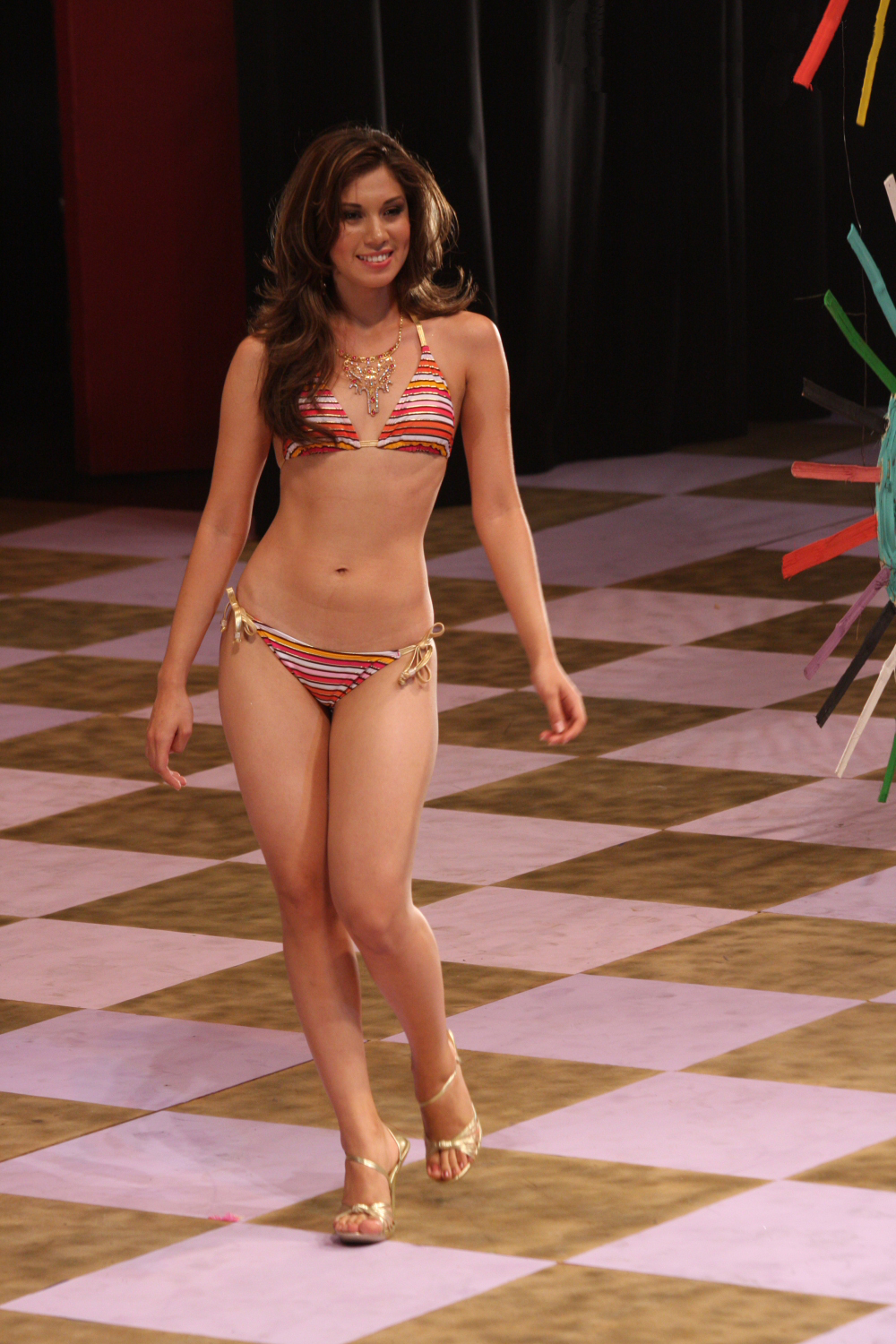
Moderní dámské bikiny

Plavky jsou koupací oděv, který si člověk obléká pro pobyt ve vodě a u vody. Slouží především jako oděv pro plavání, vodní sporty nebo opalování.

## Historie
První zmínky o dvoudílných ženských oděvech používaných pro atletické účely pochází již z antického Řecka z období okolo roku 1400 př. n. l. Dvoudílné ženské oděvy, které se podobaly plavkám, jsou zobrazeny také na starověkých freskách nalezených v Pompejích. V moderních dějinách se první koupací oděvy (župany) objevily koncem 18. století v Evropě. Jednodílné plavky v moderním pojetí pochází až ze začátku 20. století.

## Druhy plavek
Plavky se svým tvarem a materiálem liší podle toho, komu a k čemu jsou určeny.
- Dámské plavky'
  - jednodílné (hovorově „vcelku“, zahalující trup - tvarová obdoba body, příp. i paže - tvar leotard, někdy i s krátkou nohavičkou - tvar biketard) - jako sportovní se označují ty, které svým střihem a materiálem zajišťují volnost pohybu a současně dobře drží na těle; jednodílné bez vrchní části (monokiny); plavky zahalující celé tělo (burkiny)
  - dvoudílné (bikiny), tankiny (vrchní díl je prodloužený v top, který sahá až ke spodnímu dílu); jako sneakerkini se označují (jedno- i dvojdílné) plavky, jejichž střih je (v oblasti výstřihu) doplněn (skutečným nebo jen dekorativním) šněrováním.
- Pánské plavky – buď přiléhavé (slipové - vykrojené, boxerkové - s nohavičkou), nebo volnější koupací kraťasy (bermudy, obvykle s všitými síťovanými slipy) - ty jsou zvláště mládeží vnímány i jako unisex oděv. Na trhu jsou i pánské plavky zahalující trup - zejména v retro stylu, upomínající na vzhled plavek počátkem 20. století.
- Závodní plavky – pružně až mírně kompresně zakrývající většinu těla plavce (trup, nohy - tvar unitard) za účelem snížení odporu vody (a tím k dosažení co nejvyšší rychlosti), tomu slouží i použití nejvhodnějších syntetických materiálů.
- Monokiny – od roku 1964, jednodílné dámské plavky nezakrývající prsa
- Facekiny – doplněk plavek, od roku 2004 zejména v Číně jako ochrana obličeje a hlavy.

## Materiály
Pro výrobu plavek se v současné době používají především materiály z umělých vláken, jejichž základ tvoří polyamid (např. Nylon), polyester nebo polyuretan (např. Lycra, Spandex, Elastan). Často dochází ke kombinaci těchto typů vláken – plavkovina (sportovní úplet) pružný pletený textilní materiál určený k šití plavek a sportovních oděvů. Obvyklé složení je 80–82 % polyamid (PAD) a 18–20 % elastan (Lycra).

### Plavky a UV záření
Ve vztahu k UV záření výrobci kromě běžných materiálů nabízejí na jedné straně materiály s deklarovaným vysokým ochranným faktorem (UVP, SPF), zejména pro děti, ale i pro dospělé provozující vodní sporty (surfing, paddleboarding, rekreační šnorchlování bez neoprénu atp.) - dětská a pánská koupací trička, resp. dámské sportovní plavky až ke krku a s dlouhými rukávy, umožňující delší pobyt na přímém slunci bez nebezpečí spálení pokožky. Naopak jiné materiály záměrně propouštějí UV paprsky bez velkého omezení a umožňují tak celotělové opalování bez nutnosti svlékat na veřejnosti plavky.

## Galerie

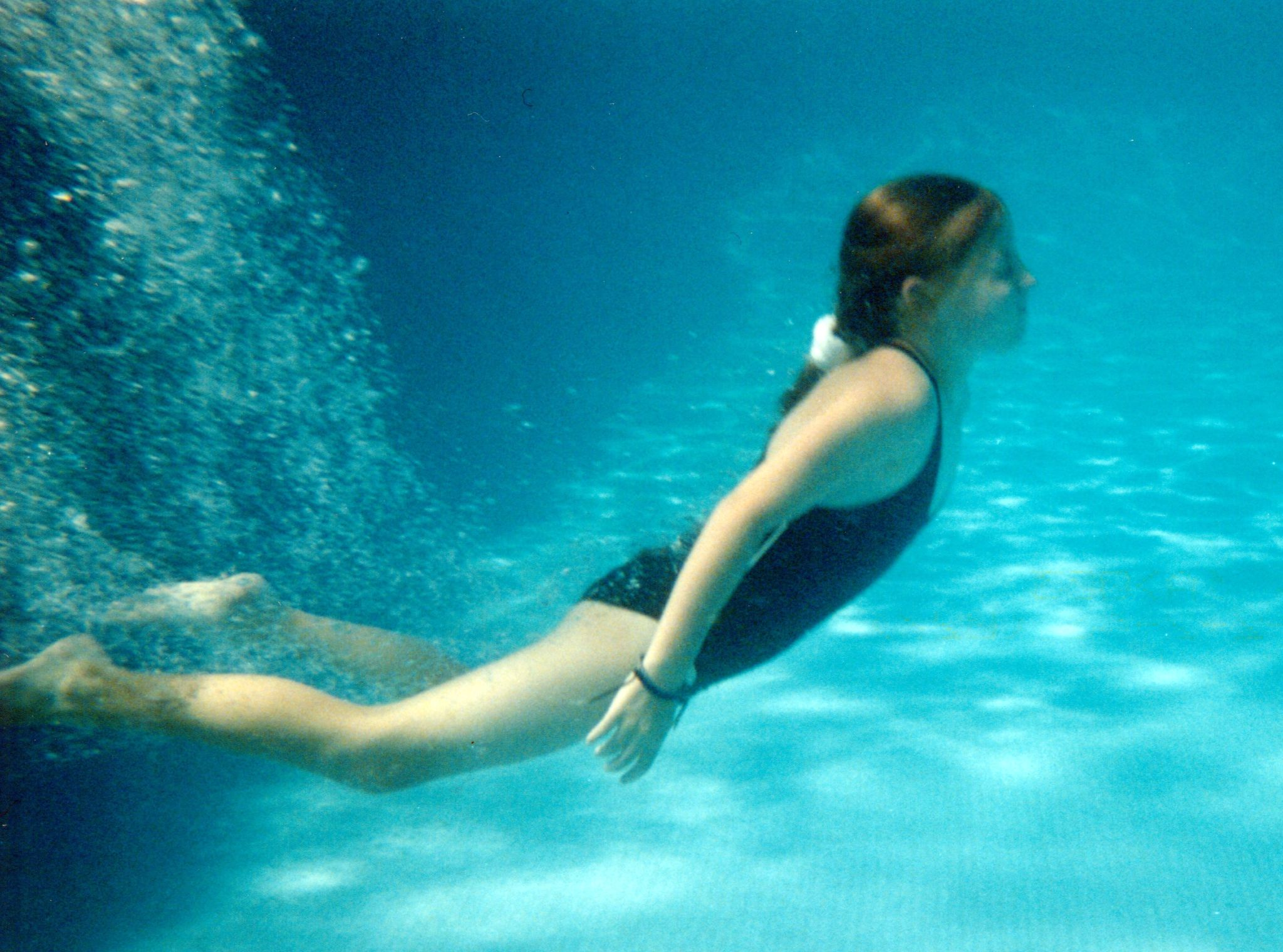
Dívka v plavkách
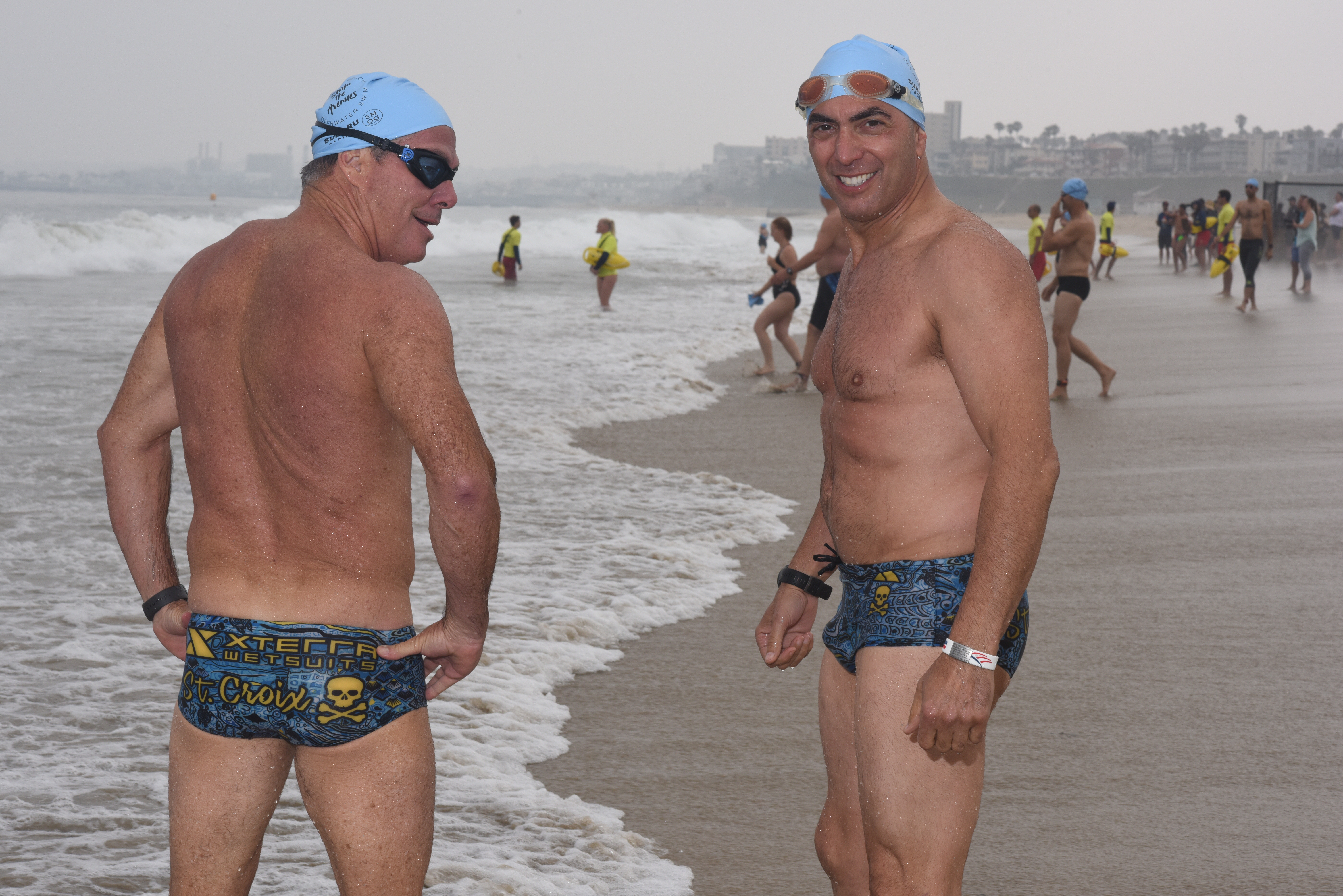
Dva muži v plavkách
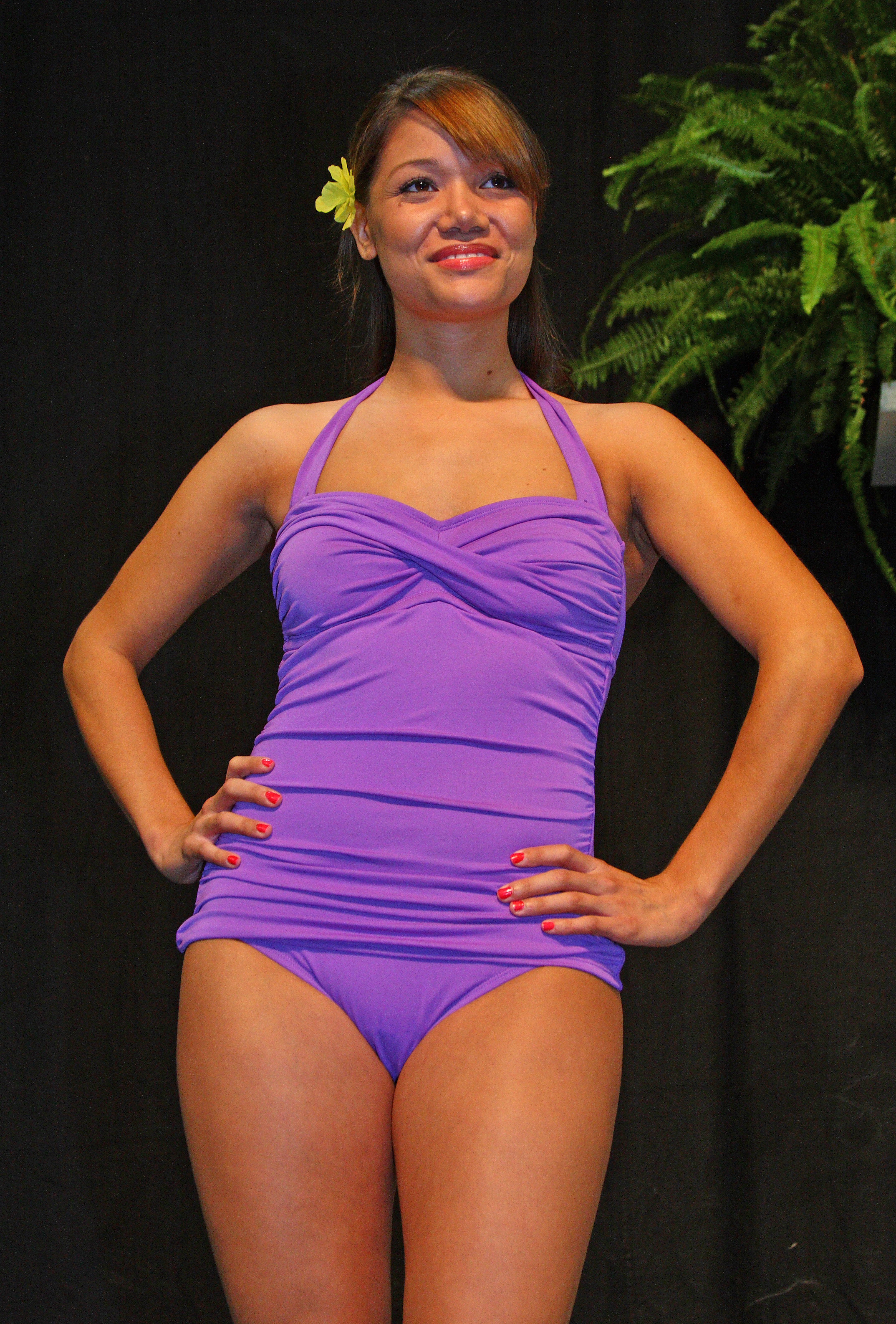
Žena v plavkách zvaných tankiny
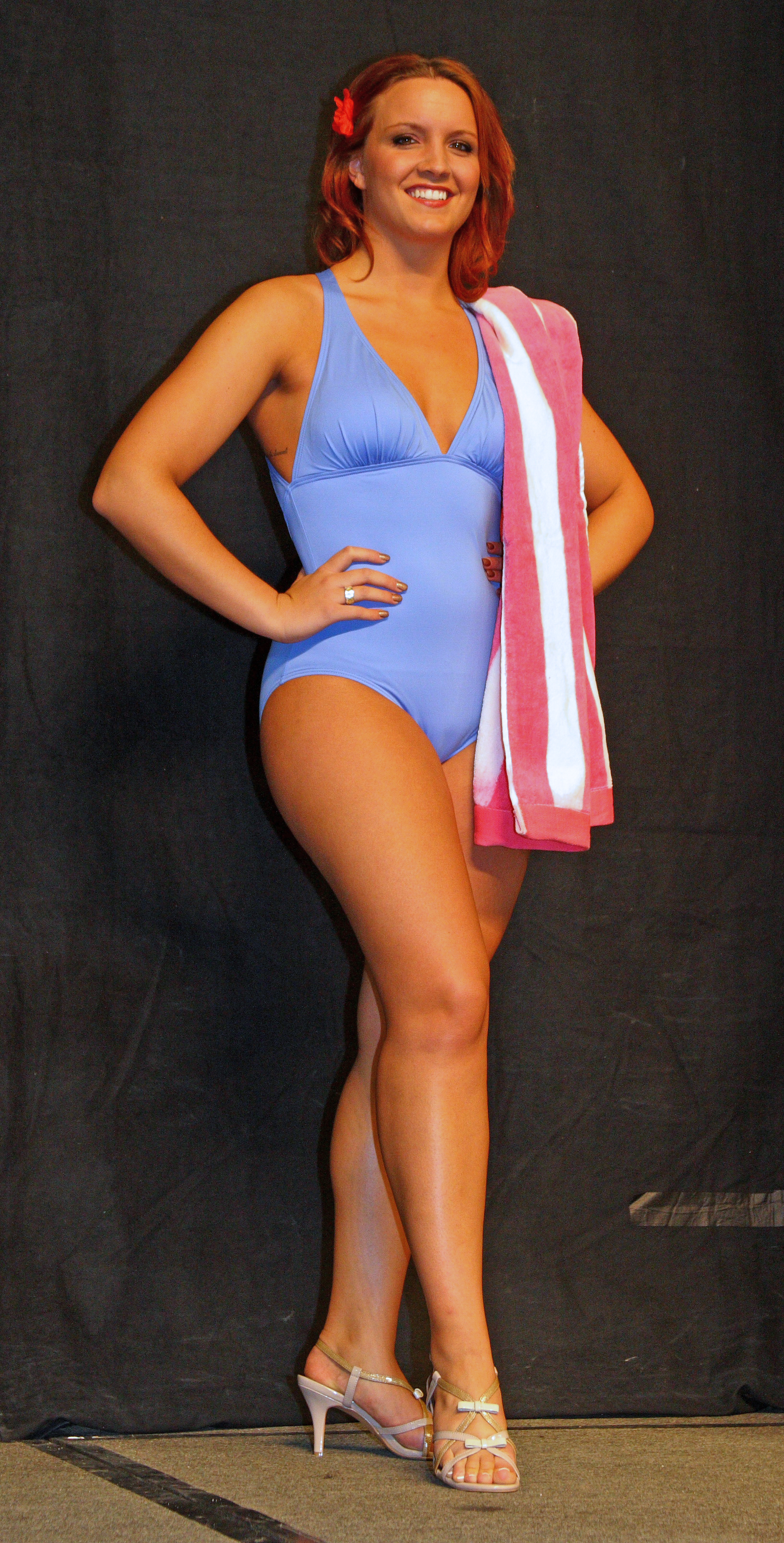
Jednodílné plavky
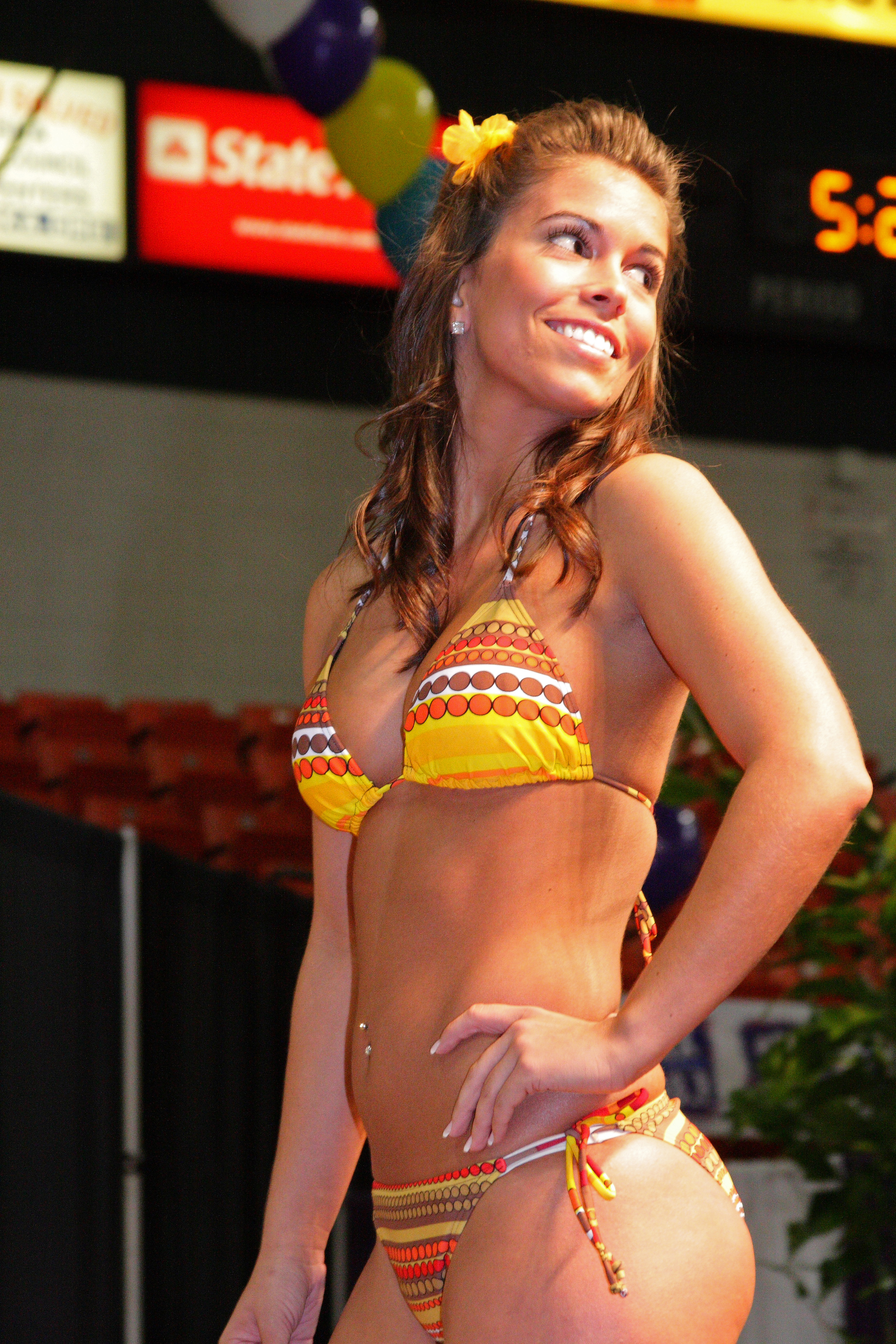